# Charles Huntziger
Charles Huntziger (Lesneven, 1880 - Vigan, 1941) fue un general francés.
Durante la Segunda Guerra Mundial, en 1939-40, dirige primero el II Ejército, y luego el 4.º Grupo de Ejércitos en las Ardenas. Pétain le encarga que negocie armisticios con Alemania e Italia y le nombra Ministro de Guerra.
Murió en un accidente aéreo en 1941.
- Datos: Q704264
- Multimedia: Charles Huntziger / Q704264